# Kákics, Baranya
Kákics este un sat în districtul Sellye, județul Baranya, Ungaria, având o populație de 221 de locuitori (2011). 

## Demografie
Componența etnică a satului Kákics
     Maghiari (83,98%)
     Romi (16,02%)
Componența confesională a satului Kákics
     Romano-catolici (48,87%)
     Reformați (17,65%)
     Fără religie (5,43%)
     Necunoscută (28,05%)
     Alte religii (1,81%)
Conform recensământului din 2011, satul Kákics avea 221 de locuitori. Din punct de vedere etnic, majoritatea locuitorilor (83,98%) erau maghiari, cu o minoritate de romi (16,02%). Nu există o religie majoritară, locuitorii fiind romano-catolici (48,87%), reformați (17,65%) și persoane fără religie (5,43%). Pentru 28,05% din locuitori nu este cunoscută apartenența confesională.